# Kehl
Kehl är en stad i Ortenaukreis i regionen Südlicher Oberrhein i Regierungsbezirk Freiburg i förbundslandet Baden-Württemberg i Tyskland, vid Kinzigs mynning i Rhen på gränsen till Frankrike.
Staden har fungerat som ett viktigt brohuvud och järnvägsknut belägen mitt emot Strasbourg som ligger på andra sidan Rhen, vars befästningsområde Kehl hörde till före 1918. En hamn anlades i staden 1900.